# Federální služba státní statistiky
Federální služba státní statistiky (rusky Федеральная служба государственной статистики – Feděralnaja služba gosudarstvennoj statistiki, známá také jako Rosstat) je vládní statistický úřad Ruské federace. Vznikl v roce 1991 po rozpadu Sovětského svazu jako Státní výbor pro statistiku (rusky Государственный комитет по статистике – Gosudarstvennyj komitět po statistike, zkracováno Goskomstat) náhradou za rušený Centrální statistický úřad, který obdobnou funkci plnil pod různými jmény již od roku 1918.
Zabývá se statistikami nejen ohledně hospodářství a demografie, ale například i ekologie.
Sídlí v Moskvě v Centrosojuzu, architektonicky cenné budově, kterou v roce 1933 postavili Le Corbusier a Nikolaj Džemsovič Kolli.